# 周杰倫演唱會列表
此列表主要列出周杰倫自出道至今所舉辦的演唱會。

## 巡迴演唱會

### 2001-2002 范特西 世界巡迴演唱會（5場）
| 場次 | 日期          | 國家／地區 | 城市   | 場館                   | 備註                      |
| ---- | ------------- | ---------- | ------ | ---------------------- | ------------------------- |
| 1    | 2001年11月3日 | 臺灣       | 桃园   | 桃園巨蛋               | 首場個人演唱會 嘉賓：李玟 |
| 2    | 2001年11月4日 | 香港       | 香港   | 紅磡體育館             |                           |
| 3    | 2001年11月5日 | 香港       | 香港   | 紅磡體育館             |                           |
| 4    | 2002年2月8日  | 马来西亚   | 吉隆坡 | 布特拉室內體育館       |                           |
| 5    | 2002年2月10日 | 新加坡     | 新加坡 | 新達城國際會議展覽中心 |                           |

### 2002-2004 The One 世界巡迴演唱會（16場）
| 場次 | 日期           | 國家／地區 | 城市       | 場館               | 備註                                                                |
| ---- | -------------- | ---------- | ---------- | ------------------ | ------------------------------------------------------------------- |
| 1    | 2002年9月28日  | 臺灣       | 台北       | 臺北市立體育場     | 創下台灣藝人到場率最高演唱會紀錄 嘉賓：柯有倫、羅志祥、陶喆、劉畊宏 |
| 2    | 2002年12月12日 | 香港       | 香港       | 紅磡體育館         |                                                                     |
| 3    | 2002年12月13日 | 香港       | 香港       | 紅磡體育館         |                                                                     |
| 4    | 2002年12月14日 | 香港       | 香港       | 紅磡體育館         |                                                                     |
| 5    | 2002年12月15日 | 香港       | 香港       | 紅磡體育館         |                                                                     |
| 6    | 2002年12月16日 | 香港       | 香港       | 紅磡體育館         |                                                                     |
| 7    | 2002年12月25日 | 美国       | 拉斯維加斯 | 美高梅大酒店       |                                                                     |
| 8    | 2003年1月11日  | 新加坡     | 新加坡     | 新加坡室內體育館   |                                                                     |
| 9    | 2003年1月12日  | 新加坡     | 新加坡     | 新加坡室內體育館   |                                                                     |
| 10   | 2003年2月28日  | 加拿大     | 溫哥華     | 伊利沙伯女皇劇院   |                                                                     |
| 11   | 2003年5月17日  | 马来西亚   | 吉隆坡     | 默迪卡體育場       |                                                                     |
| 12   | 2003年9月12日  | 中国大陆   | 北京       | 工人體育場         |                                                                     |
| 13   | 2003年12月12日 | 中国大陆   | 上海       | 上海體育場         |                                                                     |
| 14   | 2003年12月20日 | 中国大陆   | 廣州       | 天河體育中心體育場 |                                                                     |
| 15   | 2003年12月23日 | 泰國       | 曼谷       | Impact會展中心     |                                                                     |
| 16   | 2004年1月3日   | 中国大陆   | 深圳       | 深圳體育場         |                                                                     |
| 17   | 2004年10月24日 | 中国大陆   | 武漢       | 新華路體育場       | 掛名《無與倫比》，內容為《The One》                                 |
| 18   | 2004年12月3日  | 中国大陆   | 杭州       | 黃龍體育中心體育場 | 掛名《無與倫比》，內容為《The One》                                 |

### 2004-2006 無與倫比 世界巡迴演唱會（24場）
| 場次 | 日期           | 國家／地區 | 城市   | 場館                     | 備註                         |
| ---- | -------------- | ---------- | ------ | ------------------------ | ---------------------------- |
| 1    | 2004年10月2日  | 臺灣       | 台北   | 臺北市立體育場           | 嘉賓：南拳媽媽、溫嵐、李佳穎 |
| 2    | 2004年10月24日 | 中国大陆   | 武漢   | 新華路體育場             | 實際演出內容《The One》      |
| 3    | 2004年11月9日  | 香港       | 香港   | 紅磡體育館               |                              |
| 4    | 2004年11月10日 | 香港       | 香港   | 紅磡體育館               |                              |
| 5    | 2004年11月11日 | 香港       | 香港   | 紅磡體育館               |                              |
| 6    | 2004年11月12日 | 香港       | 香港   | 紅磡體育館               |                              |
| 7    | 2004年11月13日 | 香港       | 香港   | 紅磡體育館               |                              |
| 8    | 2004年11月14日 | 香港       | 香港   | 紅磡體育館               |                              |
| 9    | 2004年11月15日 | 香港       | 香港   | 紅磡體育館               |                              |
| 10   | 2004年11月26日 | 新加坡     | 新加坡 | 新加坡室內體育館         |                              |
| 11   | 2004年11月27日 | 新加坡     | 新加坡 | 新加坡室內體育館         |                              |
| 12   | 2004年12月3日  | 中国大陆   | 杭州   | 黃龍體育中心體育場       | 實際演出內容《The One》      |
| 13   | 2004年12月18日 | 美国       | 洛杉磯 | 聖殿劇院                 |                              |
| 14   | 2004年12月24日 | 美国       | 康州   | Mohegan Sun Arena        |                              |
| 15   | 2004年12月25日 | 美国       | 康州   | Mohegan Sun Arena        |                              |
| 16   | 2005年1月29日  | 马来西亚   | 吉隆坡 | 默迪卡體育場             |                              |
| 17   | 2005年7月1日   | 中国大陆   | 上海   | 上海體育場               |                              |
| 18   | 2005年7月9日   | 中国大陆   | 北京   | 北京工人體育場           | 嘉賓：莫文蔚                 |
| 19   | 2005年9月17日  | 中国大陆   | 蘇州   | 蘇州體育中心體育場       |                              |
| 20   | 2005年9月24日  | 中国大陆   | 哈爾濱 | 哈爾濱國際會展中心體育場 |                              |
| 21   | 2005年9月30日  | 中国大陆   | 深圳   | 深圳體育場               | 生涯最強演唱會(3個C#5)       |
| 22   | 2005年12月17日 | 中国大陆   | 廣州   | 天河體育中心體育場       |                              |
| 23   | 2006年2月5日   | 日本       | 東京   | 東京國際論壇A館          |                              |
| 24   | 2006年2月6日   | 日本       | 東京   | 東京國際論壇A館          |                              |

### 2007-2009 周杰倫 世界巡迴演唱會（42場）
| 場次 | 日期           | 國家／地區 | 城市   | 場館                    | 備註                                                                              |
| ---- | -------------- | ---------- | ------ | ----------------------- | --------------------------------------------------------------------------------- |
| 1    | 2007年11月10日 | 臺灣       | 板橋   | 板橋第一體育場          | 嘉賓：潘瑋柏、費玉清、柯有倫                                                      |
| 2    | 2007年11月24日 | 中国大陆   | 上海   | 上海體育場              |                                                                                   |
| 3    | 2007年12月5日  | 香港       | 香港   | 紅磡體育館              | 嘉賓：費玉清                                                                      |
| 4    | 2007年12月6日  | 香港       | 香港   | 紅磡體育館              | 嘉賓：許志安                                                                      |
| 5    | 2007年12月7日  | 香港       | 香港   | 紅磡體育館              | 嘉賓：李雲迪                                                                      |
| 6    | 2007年12月8日  | 香港       | 香港   | 紅磡體育館              | 嘉賓：Twins                                                                       |
| 7    | 2007年12月9日  | 香港       | 香港   | 紅磡體育館              | 嘉賓：柯有倫                                                                      |
| 8    | 2007年12月11日 | 香港       | 香港   | 紅磡體育館              | 嘉賓：陳奕迅                                                                      |
| 9    | 2007年12月12日 | 香港       | 香港   | 紅磡體育館              | 嘉賓：郭富城                                                                      |
| 10   | 2007年12月24日 | 美国       | 洛杉磯 | 蓋倫中心                |                                                                                   |
| 11   | 2008年1月12日  | 中国大陆   | 廣州   | 天河體育中心體育場      | 髮如雪3次C5                                                                       |
| 12   | 2008年1月18日  | 新加坡     | 新加坡 | 新加坡室內體育館        |                                                                                   |
| 13   | 2008年1月19日  | 新加坡     | 新加坡 | 新加坡室內體育館        |                                                                                   |
| 14   | 2008年2月16日  | 日本       | 東京   | 日本武道館              | 第二位在武道館開唱的華人歌手                                                      |
| 15   | 2008年2月17日  | 日本       | 東京   | 日本武道館              | 第二位在武道館開唱的華人歌手                                                      |
| 16   | 2008年2月23日  | 马来西亚   | 吉隆坡 | 默迪卡體育場            |                                                                                   |
| 17   | 2008年4月5日   | 澳門       | 澳門   | 金光綜藝-威尼斯人綜合館 |                                                                                   |
| 18   | 2008年4月19日  | 中国大陆   | 南京   | 南京奧林匹克體育中心    | 退後雙C5                                                                          |
| 19   | 2008年4月26日  | 中国大陆   | 天津   | 天津奧林匹克中心體育場  |                                                                                   |
| 20   | 2008年5月1日   | 中国大陆   | 北京   | 工人體育場              |                                                                                   |
| 21   | 2008年5月24日  | 中国大陆   | 重慶   | 重慶市奧林匹克體育中心  | 因汶川大地震改为慈善募捐演唱會，演唱會收入全部捐給災區。 嘉賓：蘇芮、周蕙、劉畊宏 |
| 22   | 2008年6月21日  | 中国大陆   | 長沙   | 賀龍體育場              |                                                                                   |
| 23   | 2008年6月28日  | 中国大陆   | 貴陽   | 貴陽新體育場            |                                                                                   |
| 24   | 2008年7月5日   | 中国大陆   | 溫州   | 溫州體育中心體育場      |                                                                                   |
| 25   | 2008年9月5日   | 中国大陆   | 西安   | 陝西省體育場            |                                                                                   |
| 26   | 2008年10月2日  | 中国大陆   | 揚州   | 揚州市體育中心          |                                                                                   |
| 27   | 2008年10月18日 | 中国大陆   | 廈門   | 廈門市體育中心          |                                                                                   |
| 28   | 2008年10月25日 | 中国大陆   | 武漢   | 武漢沌口體育場          |                                                                                   |
| 29   | 2008年11月7日  | 中国大陆   | 成都   | 成都市體育中心          |                                                                                   |
| 30   | 2008年11月15日 | 中国大陆   | 杭州   | 黃龍體育中心體育場      |                                                                                   |
| 31   | 2008年11月22日 | 中国大陆   | 南寧   | 廣西體育中心體育場      |                                                                                   |
| 32   | 2008年11月29日 | 中国大陆   | 昆明   | 拓東體育場              |                                                                                   |
| 33   | 2008年12月18日 | 加拿大     | 多倫多 | Air Canada Centre       |                                                                                   |
| 34   | 2008年12月21日 | 美国       | 康州   | Mohegan Sun Arena       | 一天兩場                                                                          |
| 35   | 2008年12月21日 | 美国       | 康州   | Mohegan Sun Arena       | 一天兩場                                                                          |
| 36   | 2009年2月14日  | 中国大陆   | 深圳   | 深圳體育場              |                                                                                   |
| 37   | 2009年4月25日  | 中国大陆   | 洛陽   | 洛陽新區體育場          |                                                                                   |
| 38   | 2009年5月1日   | 中国大陆   | 昆山   | 昆山體育中心體育場      |                                                                                   |
| 39   | 2009年5月16日  | 中国大陆   | 泉州   | 泉州海峽體育中心體育場  |                                                                                   |
| 40   | 2009年7月3日   |            | 悉尼   | 庫多斯銀行體育館        | 首唱澳洲                                                                          |
| 41   | 2009年8月22日  | 中国大陆   | 佛山   | 佛山世紀蓮體育中心      |                                                                                   |
| 42   | 2009年8月28日  | 中国大陆   | 瀋陽   | 瀋陽奧林匹克體育中心    |                                                                                   |

### 2010-2011 超時代 世界巡迴演唱會（46場）
| 場次 | 日期           | 國家／地區 | 城市   | 場館                       | 備註                 |
| ---- | -------------- | ---------- | ------ | -------------------------- | -------------------- |
| 1    | 2010年6月11日  | 臺灣       | 台北   | 臺北小巨蛋                 |                      |
| 2    | 2010年6月12日  | 臺灣       | 台北   | 臺北小巨蛋                 | 嘉賓：陳奕迅         |
| 3    | 2010年6月13日  | 臺灣       | 台北   | 臺北小巨蛋                 | 嘉賓：江蕙、蔡依林   |
| 4    | 2010年6月25日  | 中国大陆   | 上海   | 上海體育場                 | 跨時代C5             |
| 5    | 2010年7月3日   | 中国大陆   | 北京   | 工人體育場                 |                      |
| 6    | 2010年7月10日  | 中国大陆   | 天津   | 天津奧林匹克體育中心體育場 |                      |
| 7    | 2010年7月17日  | 中国大陆   | 常州   | 常州奧體中心新城體育場     |                      |
| 8    | 2010年7月23日  | 新加坡     | 新加坡 | 新加坡室內體育館           | 開不了口4B4          |
| 9    | 2010年7月24日  | 新加坡     | 新加坡 | 新加坡室內體育館           | 嘉賓：孫燕姿         |
| 10   | 2010年7月25日  | 新加坡     | 新加坡 | 新加坡室內體育館           |                      |
| 11   | 2010年7月31日  | 中国大陆   | 青島   | 青島國信體育中心體育場     | 跨時代C5             |
| 12   | 2010年9月4日   | 中国大陆   | 鄭州   | 河南省體育中心             |                      |
| 13   | 2010年9月12日  | 中国大陆   | 西安   | 陝西省體育場               | 第100場個人演唱會    |
| 14   | 2010年9月16日  | 香港       | 香港   | 紅磡體育館                 | 嘉賓：張學友         |
| 15   | 2010年9月17日  | 香港       | 香港   | 紅磡體育館                 |                      |
| 16   | 2010年9月18日  | 香港       | 香港   | 紅磡體育館                 | 嘉賓：曾志偉         |
| 17   | 2010年9月19日  | 香港       | 香港   | 紅磡體育館                 | 嘉賓：南拳媽媽       |
| 18   | 2010年9月21日  | 香港       | 香港   | 紅磡體育館                 | 嘉賓：南拳媽媽       |
| 19   | 2010年9月22日  | 香港       | 香港   | 紅磡體育館                 | 嘉賓：桂綸鎂、黃秋生 |
| 20   | 2010年9月23日  | 香港       | 香港   | 紅磡體育館                 |                      |
| 21   | 2010年9月24日  | 香港       | 香港   | 紅磡體育館                 | 嘉賓：張惠妹         |
| 22   | 2010年9月26日  | 中国大陆   | 合肥   | 合肥奧林匹克體育中心體育場 |                      |
| 23   | 2010年9月30日  | 中国大陆   | 南京   | 南京奧林匹克體育中心       |                      |
| 24   | 2010年10月16日 | 中国大陆   | 武漢   | 武漢沌口體育場             |                      |
| 25   | 2010年10月23日 | 中国大陆   | 成都   | 成都市體育中心             |                      |
| 26   | 2010年10月30日 | 中国大陆   | 福州   | 福建省奧林匹克體育中心     |                      |
| 27   | 2010年11月6日  | 中国大陆   | 重慶   | 重慶市奧林匹克體育中心     |                      |
| 28   | 2010年11月13日 | 中国大陆   | 杭州   | 黃龍體育中心體育場         |                      |
| 29   | 2010年11月20日 | 中国大陆   | 寧波   | 寧波富邦體育場             |                      |
| 30   | 2010年12月23日 | 加拿大     | 溫哥華 | Rogers Arena               |                      |
| 31   | 2010年12月31日 | 美国       | 聖荷西 | 聖荷西SAP中心              |                      |
| 32   | 2011年1月8日   | 美国       | 洛杉磯 | 洛杉磯紀念體育競技場       |                      |
| 33   | 2011年1月15日  | 中国大陆   | 廣州   | 天河體育中心體育場         |                      |
| 34   | 2011年3月4日   | 马来西亚   | 吉隆坡 | 布特拉室內體育館           |                      |
| 35   | 2011年3月5日   | 马来西亚   | 吉隆坡 | 布特拉室內體育館           |                      |
| 36   | 2011年4月29日  | 中国大陆   | 洛陽   | 洛陽新區體育場             |                      |
| 37   | 2011年5月1日   | 中国大陆   | 濟南   | 濟南奧林匹克體育中心體育場 |                      |
| 38   | 2011年6月25日  | 中国大陆   | 長沙   | 賀龍體育場                 |                      |
| 39   | 2011年7月16日  | 中国大陆   | 南通   | 南通體育會展中心           |                      |
| 40   | 2011年8月27日  | 中国大陆   | 瀋陽   | 瀋陽奧林匹克體育中心       | 嘉賓：宋祖英         |
| 41   | 2011年9月11日  | 中国大陆   | 蘇州   | 蘇州體育中心體育場         |                      |
| 42   | 2011年9月17日  | 中国大陆   | 深圳   | 深圳體育場                 |                      |
| 43   | 2011年9月30日  | 中国大陆   | 大連   | 大連金州體育場             |                      |
| 44   | 2011年11月5日  | 中国大陆   | 江陰   | 江陰市體育中心             |                      |
| 45   | 2011年12月17日 | 臺灣       | 高雄   | 高雄巨蛋                   | 首唱高雄 嘉賓：江蕙  |
| 46   | 2011年12月18日 | 臺灣       | 高雄   | 高雄巨蛋                   | 嘉賓：謝霆鋒         |

### 2013-2015 魔天倫 世界巡迴演唱會（76場）
| 場次                      | 日期                     | 國家／地區               | 城市                     | 場館                             | 備註 |
| 第一階段：魔天倫（46場）  | 第一階段：魔天倫（46場） | 第一階段：魔天倫（46場） | 第一階段：魔天倫（46場） | 第一階段：魔天倫（46場）         | 第一階段：魔天倫（46場） |
| ------------------------- | ------------------------ | ------------------------ | ------------------------ | -------------------------------- | --- |
| 1                         | 2013年5月17日            | 中国大陆                 | 上海                     | 梅賽德斯-奔馳文化中心            | 首次以中國大陸作為巡迴首站 首次在中國大陸室內場地開唱 5月19日首次开放点歌环节                                                            |
| 2                         | 2013年5月18日            | 中国大陆                 | 上海                     | 梅賽德斯-奔馳文化中心            | 首次以中國大陸作為巡迴首站 首次在中國大陸室內場地開唱 5月19日首次开放点歌环节                                                            |
| 3                         | 2013年5月19日            | 中国大陆                 | 上海                     | 梅賽德斯-奔馳文化中心            | 首次以中國大陸作為巡迴首站 首次在中國大陸室內場地開唱 5月19日首次开放点歌环节                                                            |
| 4                         | 2013年5月24日            | 中国大陆                 | 北京                     | 首都體育館                       | 电音《安静》 嘉賓：王學圻 |
| 5                         | 2013年5月25日            | 中国大陆                 | 北京                     | 首都體育館                       | |
| 6                         | 2013年5月26日            | 中国大陆                 | 北京                     | 首都體育館                       | 嘉賓：宋祖英 |
| 7                         | 2013年6月6日             | 新加坡                   | 新加坡                   | 新加坡室內體育館                 | |
| 8                         | 2013年6月7日             | 新加坡                   | 新加坡                   | 新加坡室內體育館                 | |
| 9                         | 2013年6月8日             | 新加坡                   | 新加坡                   | 新加坡室內體育館                 | 华语乐坛最强演唱会 |
| 10                        | 2013年6月22日            | 中国大陆                 | 成都                     | 成都市體育中心                   | |
| 11                        | 2013年6月29日            | 中国大陆                 | 武漢                     | 武漢体育中心體育場               | |
| 12                        | 2013年7月12日            | 中国大陆                 | 廣州                     | 廣州國際體育演藝中心             | 《开不了口》B4接近C5 |
| 13                        | 2013年7月13日            | 中国大陆                 | 廣州                     | 廣州國際體育演藝中心             | 《一路向北》至今为止最后一次原key 《开不了口》8秒A4拉长                                                                                  |
| 14                        | 2013年7月20日            | 中国大陆                 | 南寧                     | 广西体育中心                     | 重感冒 |
| 15                        | 2013年7月27日            | 中国大陆                 | 天津                     | 天津奧林匹克體育中心體育場       | |
| 16                        | 2013年8月2日             | 马来西亚                 | 吉隆坡                   | 布特拉室內體育館                 | |
| 17                        | 2013年8月3日             | 马来西亚                 | 吉隆坡                   | 布特拉室內體育館                 | |
| 18                        | 2013年8月4日             | 马来西亚                 | 吉隆坡                   | 布特拉室內體育館                 | |
| 19                        | 2013年9月6日             | 臺灣                     | 台北                     | 臺北小巨蛋                       | 嘉賓：孫燕姿、鄧麗君 (動畫特效) |
| 20                        | 2013年9月7日             | 臺灣                     | 台北                     | 臺北小巨蛋                       | 嘉賓：李玟 |
| 21                        | 2013年9月8日             | 臺灣                     | 台北                     | 臺北小巨蛋                       | 嘉賓：五月天 |
| 22                        | 2013年9月13日            | 香港                     | 香港                     | 紅磡體育館                       | 刷新台灣歌手於此場地單一巡迴開唱場次紀錄 嘉賓：張智霖 《岁月如歌》                                                                       |
| 23                        | 2013年9月14日            | 香港                     | 香港                     | 紅磡體育館                       | 嘉賓：陳慧琳 《不如跳舞》 《制造浪漫》                                                                                                   |
| 24                        | 2013年9月15日            | 香港                     | 香港                     | 紅磡體育館                       | 嘉賓：容祖兒 《珊瑚海》 《小小》 |
| 25                        | 2013年9月16日            | 香港                     | 香港                     | 紅磡體育館                       | 嘉賓：草蜢 《龙卷风》 《忘情森巴舞》 |
| 26                        | 2013年9月17日            | 香港                     | 香港                     | 紅磡體育館                       | 嘉賓：鄭伊健，陳小春，錢嘉樂，謝天華，林曉峰、 《友情岁月》 《天台》 Angelababy 《忍者》 《双截棍》                                      |
| 27                        | 2013年9月19日            | 香港                     | 香港                     | 紅磡體育館                       | 嘉賓：李玟 《屋顶》 《刀马旦》 |
| 28                        | 2013年9月20日            | 香港                     | 香港                     | 紅磡體育館                       | 嘉賓：甄子丹 《双截棍》《龙卷风》 |
| 29                        | 2013年9月21日            | 香港                     | 香港                     | 紅磡體育館                       | 嘉賓：鐘鎮濤 《菊花台》 |
| 30                        | 2013年9月22日            | 香港                     | 香港                     | 紅磡體育館                       | 原訂8:15PM，因颱風提前至2:00PM 嘉賓：陳奕迅 《岁月如歌》《淘汰》                                                                         |
| 31                        | 2013年9月30日            | 中国大陆                 | 西安                     | 陝西省體育場                     | 魔天伦最后一次《Mine Mine》 |
| 32                        | 2013年10月12日           | 印度尼西亞               | 雅加達                   | Mata Elang International Stadium | 首唱印尼 嘉賓：劉晨《千里之外》 |
| 33                        | 2013年10月19日           | 中国大陆                 | 福州                     | 福建省奧林匹克體育中心           | 最後一次露腹肌 |
| 34                        | 2013年11月2日            | 中国大陆                 | 重慶                     | 重慶市奧林匹克體育中心           | 大雨导致再次感冒 |
| 35                        | 2013年11月9日            | 中国大陆                 | 南京                     | 南京奧林匹克體育中心             | 感冒 《说好的幸福呢》with袁咏琳 《周大侠》                                                                                               |
| 36                        | 2013年11月16日           | 中国大陆                 | 杭州                     | 黃龍體育中心體育場               | 感冒 《夜曲》 《反方向的钟》 《以父之名》                                                                                                |
| 37                        | 2013年11月24日           | 中国大陆                 | 深圳                     | 深圳灣體育中心體育場             | 感冒 《以父之名》 《反方向的钟》 《七里香》                                                                                              |
| 38                        | 2014年4月11日            |                          | 悉尼                     | 庫多斯銀行體育館                 | 《简单爱》 |
| 39                        | 2014年4月25日            | 中国大陆                 | 貴陽                     | 貴陽市奧林匹克體育中心           | 降1《最长的电影》 |
| 40                        | 2014年5月10日            | 中国大陆                 | 長沙                     | 賀龍體育場                       | 《屋顶》 《龙卷风》 |
| 41                        | 2014年5月17日            | 中国大陆                 | 合肥                     | 合肥奧林匹克體育中心             | 《听妈妈的话》《说好的幸福呢》 |
| 42                        | 2014年5月31日            | 中国大陆                 | 鄭州                     | 河南省體育中心                   | 《周大侠》 《说好的幸福呢》《爱的飞行日记》                                                                                              |
| 43                        | 2014年6月28日            | 中国大陆                 | 青島                     | 青島國信體育中心體育場           | 《白色風車》《屋頂》 |
| 44                        | 2014年7月12日            | 中国大陆                 | 大連                     | 大連體育中心體育場               | 《白色風車》《簡單愛》 |
| 45                        | 2014年7月19日            | 中国大陆                 | 常州                     | 常州奧體中心新城體育場           | 降1《发如雪》 |
| 46                        | 2014年9月13日            | 中国大陆                 | 太原                     | 山西省體育中心紅燈籠體育場       | 《不能说的秘密》C5 |
| 第二階段：魔天倫2（30場） |                          |                          |                          |                                  | |
| 47                        | 2014年5月2日             | 中国大陆                 | 上海                     | 上海體育場                       | 《听见下雨的声音》首唱 |
| 48                        | 2014年5月24日            | 中国大陆                 | 北京                     | 工人體育場                       | 《搁浅+最长的电影》 《藉口》 |
| 49                        | 2014年9月6日             | 中国大陆                 | 廣州                     | 天河體育中心體育場               | 《她的睫毛》 |
| 50                        | 2014年11月14日           | 马来西亚                 | 吉隆坡                   | 布特拉室內體育館                 | |
| 51                        | 2014年11月15日           | 马来西亚                 | 吉隆坡                   | 布特拉室內體育館                 | |
| 52                        | 2014年11月19日           | 香港                     | 香港                     | 亞洲國際博覽館                   | 台灣歌手在該場地單一巡迴開唱場次最多 《听爸爸的话》《阳明山》首唱 20日嘉賓：張學友《她来听我的演唱会》《安静》 23日嘉賓：成龍 《枫》两次 |
| 53                        | 2014年11月20日           | 香港                     | 香港                     | 亞洲國際博覽館                   | 台灣歌手在該場地單一巡迴開唱場次最多 《听爸爸的话》《阳明山》首唱 20日嘉賓：張學友《她来听我的演唱会》《安静》 23日嘉賓：成龍 《枫》两次 |
| 54                        | 2014年11月21日           | 香港                     | 香港                     | 亞洲國際博覽館                   | 台灣歌手在該場地單一巡迴開唱場次最多 《听爸爸的话》《阳明山》首唱 20日嘉賓：張學友《她来听我的演唱会》《安静》 23日嘉賓：成龍 《枫》两次 |
| 55                        | 2014年11月22日           | 香港                     | 香港                     | 亞洲國際博覽館                   | 台灣歌手在該場地單一巡迴開唱場次最多 《听爸爸的话》《阳明山》首唱 20日嘉賓：張學友《她来听我的演唱会》《安静》 23日嘉賓：成龍 《枫》两次 |
| 56                        | 2014年11月23日           | 香港                     | 香港                     | 亞洲國際博覽館                   | 台灣歌手在該場地單一巡迴開唱場次最多 《听爸爸的话》《阳明山》首唱 20日嘉賓：張學友《她来听我的演唱会》《安静》 23日嘉賓：成龍 《枫》两次 |
| 57                        | 2014年11月24日           | 香港                     | 香港                     | 亞洲國際博覽館                   | 台灣歌手在該場地單一巡迴開唱場次最多 《听爸爸的话》《阳明山》首唱 20日嘉賓：張學友《她来听我的演唱会》《安静》 23日嘉賓：成龍 《枫》两次 |
| 58                        | 2014年12月27日           | 新加坡                   | 新加坡                   | 新加坡國家體育場                 | 首場新加坡個人戶外演唱會 首位於該場地開唱的台灣男藝人 原訂11月8日，由於足球賽事延期 《算什么男人》首唱 A#4 《搁浅》A#4                   |
| 59                        | 2015年4月11日            | 中国大陆                 | 成都                     | 成都市體育中心                   | 降5《一路向北》 |
| 60                        | 2015年4月18日            | 中国大陆                 | 重慶                     | 重慶市奧林匹克體育中心           | |
| 61                        | 2015年4月25日            | 中国大陆                 | 天津                     | 天津奧林匹克體育中心體育場       | |
| 62                        | 2015年5月1日             | 中国大陆                 | 西安                     | 陝西省體育場                     | |
| 63                        | 2015年5月9日             | 中国大陆                 | 武漢                     | 武漢体育中心體育場               | |
| 64                        | 2015年5月16日            | 中国大陆                 | 南京                     | 南京奧林匹克體育中心             | |
| 65                        | 2015年5月23日            | 中国大陆                 | 杭州                     | 黃龍體育中心體育場               | |
| 66                        | 2015年6月6日             | 中国大陆                 | 濟南                     | 濟南奧林匹克體育中心體育場       | |
| 67                        | 2015年6月13日            | 中国大陆                 | 廈門                     | 廈門市體育中心                   | 第200場個人演唱會 《可爱女人》C5 B4拉长                                                                                                  |
| 68                        | 2015年6月20日            | 中国大陆                 | 深圳                     | 深圳灣體育中心體育場             | |
| 69                        | 2015年9月12日            | 中国大陆                 | 瀋陽                     | 瀋陽奧林匹克體育中心             | |
| 70                        | 2015年9月19日            | 中国大陆                 | 洛陽                     | 洛陽新區體育場                   | 降5《一路向北》 |
| 71                        | 2015年9月26日            | 中国大陆                 | 佛山                     | 佛山世紀蓮體育中心               | 嘉賓：李安、陳梓童 |
| 72                        | 2015年10月17日           | 中国大陆                 | 徐州                     | 徐州奧林匹克體育中心體育場       | 嘉賓：江源東、徐林 |
| 73                        | 2015年10月24日           | 中国大陆                 | 麗水                     | 麗水市體育場                     | 《枫》C5 降1《哪里都是你》 |
| 74                        | 2015年11月7日            | 中国大陆                 | 蘇州                     | 蘇州體育中心體育場               | |
| 75                        | 2015年11月14日           | 中国大陆                 | 南昌                     | 江西省奥体中心体育场             | 嘉賓：貝貝、關詩敏 《珊瑚海》至今為止最後一次原Key                                                                                       |
| 76                        | 2015年12月20日           | 中国大陆                 | 昆明                     | 昆明拓東體育場                   | 嘉賓：巨砲、劉畊宏 |

### 2016-2019 地表最強 世界巡迴演唱會（120場）
| 場次                        | 日期                       | 國家／地區                 | 城市                       | 場館                           | 備註 |
| 第一階段：地表最強（66場）  | 第一階段：地表最強（66場） | 第一階段：地表最強（66場） | 第一階段：地表最強（66場） | 第一階段：地表最強（66場）     | 第一階段：地表最強（66場）                                                                                         |
| --------------------------- | -------------------------- | -------------------------- | -------------------------- | ------------------------------ | --- |
| 1                           | 2016年6月30日              | 中国大陆                   | 上海                       | 梅賽德斯-奔馳文化中心          | 《开不了口》至今为止最后一次原Key                                                                                  |
| 2                           | 2016年7月1日               | 中国大陆                   | 上海                       | 梅賽德斯-奔馳文化中心          | 《开不了口》至今为止最后一次原Key                                                                                  |
| 3                           | 2016年7月2日               | 中国大陆                   | 上海                       | 梅賽德斯-奔馳文化中心          | 《开不了口》至今为止最后一次原Key                                                                                  |
| 4                           | 2016年7月3日               | 中国大陆                   | 上海                       | 梅賽德斯-奔馳文化中心          | 《开不了口》至今为止最后一次原Key                                                                                  |
| 5                           | 2016年7月8日               | 中国大陆                   | 北京                       | 樂視體育生態中心               | |
| 6                           | 2016年7月9日               | 中国大陆                   | 北京                       | 樂視體育生態中心               | |
| 7                           | 2016年7月10日              | 中国大陆                   | 北京                       | 樂視體育生態中心               | |
| 8                           | 2016年7月22日              | 中国大陆                   | 廣州                       | 廣州國際體育演藝中心           | |
| 9                           | 2016年7月23日              | 中国大陆                   | 廣州                       | 廣州國際體育演藝中心           | |
| 10                          | 2016年7月24日              | 中国大陆                   | 廣州                       | 廣州國際體育演藝中心           | |
| 11                          | 2016年8月6日               | 马来西亚                   | 吉隆坡                     | 默迪卡體育場                   | |
| 12                          | 2016年8月27日              | 中国大陆                   | 大連                       | 大連體育中心體育場             | |
| 13                          | 2016年9月3日               | 新加坡                     | 新加坡                     | 新加坡國家體育場               | |
| 14                          | 2016年9月16日              | 中国大陆                   | 青島                       | 青島國信體育中心體育場         | |
| 15                          | 2016年9月24日              | 中国大陆                   | 鄭州                       | 河南省體育中心                 | |
| 16                          | 2016年9月30日              | 中国大陆                   | 太原                       | 山西省體育中心紅燈籠體育場     | 嘉賓：程思佳、吳江                                                                                                 |
| 17                          | 2016年10月15日             | 中国大陆                   | 常州                       | 常州奧體中心新城體育場         | |
| 18                          | 2016年10月22日             | 中国大陆                   | 合肥                       | 合肥奧林匹克體育中心           | |
| 19                          | 2016年11月5日              | 中国大陆                   | 福州                       | 福州海峽奧林匹克體育中心       | 嘉賓：單良、包詩語                                                                                                 |
| 20                          | 2016年11月12日             | 中国大陆                   | 南通                       | 南通體育會展中心               | |
| 21                          | 2016年11月18日             | 中国大陆                   | 長沙                       | 賀龍體育場                     | |
| 22                          | 2016年11月19日             | 中国大陆                   | 長沙                       | 賀龍體育場                     | |
| 23                          | 2016年11月26日             | 中国大陆                   | 嘉興                       | 嘉興市體育場                   | 嘉賓：朴翔、黃俊傑                                                                                                 |
| 24                          | 2016年12月17日             | 中国大陆                   | 惠州                       | 惠州奧林匹克體育場             | 嘉賓：羽田、曾敏傑                                                                                                 |
| 25                          | 2017年1月8日               | 香港                       | 香港                       | 紅磡體育館                     | 10日嘉賓：何超蓮 15日嘉賓：黃荻鈞、鐘昀呈+倪子鈞（咻比嘟嘩） 16日嘉賓：曾志偉 17日嘉賓：譚詠麟                     |
| 26                          | 2017年1月9日               | 香港                       | 香港                       | 紅磡體育館                     | 10日嘉賓：何超蓮 15日嘉賓：黃荻鈞、鐘昀呈+倪子鈞（咻比嘟嘩） 16日嘉賓：曾志偉 17日嘉賓：譚詠麟                     |
| 27                          | 2017年1月10日              | 香港                       | 香港                       | 紅磡體育館                     | 10日嘉賓：何超蓮 15日嘉賓：黃荻鈞、鐘昀呈+倪子鈞（咻比嘟嘩） 16日嘉賓：曾志偉 17日嘉賓：譚詠麟                     |
| 28                          | 2017年1月11日              | 香港                       | 香港                       | 紅磡體育館                     | 10日嘉賓：何超蓮 15日嘉賓：黃荻鈞、鐘昀呈+倪子鈞（咻比嘟嘩） 16日嘉賓：曾志偉 17日嘉賓：譚詠麟                     |
| 29                          | 2017年1月13日              | 香港                       | 香港                       | 紅磡體育館                     | 10日嘉賓：何超蓮 15日嘉賓：黃荻鈞、鐘昀呈+倪子鈞（咻比嘟嘩） 16日嘉賓：曾志偉 17日嘉賓：譚詠麟                     |
| 30                          | 2017年1月14日              | 香港                       | 香港                       | 紅磡體育館                     | 10日嘉賓：何超蓮 15日嘉賓：黃荻鈞、鐘昀呈+倪子鈞（咻比嘟嘩） 16日嘉賓：曾志偉 17日嘉賓：譚詠麟                     |
| 31                          | 2017年1月15日              | 香港                       | 香港                       | 紅磡體育館                     | 10日嘉賓：何超蓮 15日嘉賓：黃荻鈞、鐘昀呈+倪子鈞（咻比嘟嘩） 16日嘉賓：曾志偉 17日嘉賓：譚詠麟                     |
| 32                          | 2017年1月16日              | 香港                       | 香港                       | 紅磡體育館                     | 10日嘉賓：何超蓮 15日嘉賓：黃荻鈞、鐘昀呈+倪子鈞（咻比嘟嘩） 16日嘉賓：曾志偉 17日嘉賓：譚詠麟                     |
| 33                          | 2017年1月17日              | 香港                       | 香港                       | 紅磡體育館                     | 10日嘉賓：何超蓮 15日嘉賓：黃荻鈞、鐘昀呈+倪子鈞（咻比嘟嘩） 16日嘉賓：曾志偉 17日嘉賓：譚詠麟                     |
| 34                          | 2017年3月17日              | 英国                       | 倫敦                       | 溫布利體育館                   | 首唱英國 |
| 35                          | 2017年3月18日              | 英国                       | 倫敦                       | 溫布利體育館                   | 首唱英國 |
| 36                          | 2017年4月7日               | 中国大陆                   | 深圳                       | 深圳体育场                     | 7日嘉賓：低調組合                                                                                                  |
| 37                          | 2017年4月8日               | 中国大陆                   | 深圳                       | 深圳体育场                     | 7日嘉賓：低調組合                                                                                                  |
| 38                          | 2017年4月15日              | 中国大陆                   | 昆明                       | 昆明拓東體育場                 | |
| 39                          | 2017年4月16日              | 中国大陆                   | 昆明                       | 昆明拓東體育場                 | |
| 40                          | 2017年4月22日              | 中国大陆                   | 南寧                       | 廣西體育中心體育場             | |
| 41                          | 2017年4月29日              | 中国大陆                   | 西安                       | 陝西省體育場                   | |
| 42                          | 2017年4月30日              | 中国大陆                   | 西安                       | 陝西省體育場                   | |
| 43                          | 2017年5月13日              | 中国大陆                   | 重慶                       | 重慶市奧林匹克體育中心         | |
| 44                          | 2017年5月14日              | 中国大陆                   | 重慶                       | 重慶市奧林匹克體育中心         | |
| 45                          | 2017年5月20日              | 中国大陆                   | 南京                       | 南京奧林匹克體育中心體育場     | |
| 46                          | 2017年5月21日              | 中国大陆                   | 南京                       | 南京奧林匹克體育中心體育場     | |
| 47                          | 2017年5月26日              | 中国大陆                   | 天津                       | 天津奧林匹克中心體育場         | |
| 48                          | 2017年5月27日              | 中国大陆                   | 天津                       | 天津奧林匹克中心體育場         | |
| 49                          | 2017年6月2日               | 中国大陆                   | 瀋陽                       | 瀋陽奧林匹克體育中心           | |
| 50                          | 2017年6月3日               | 中国大陆                   | 瀋陽                       | 瀋陽奧林匹克體育中心           | |
| 51                          | 2017年8月25日              | 中国大陆                   | 北京                       | 工人體育場                     | |
| 52                          | 2017年8月26日              | 中国大陆                   | 北京                       | 工人體育場                     | |
| 53                          | 2017年9月2日               | 中国大陆                   | 濟南                       | 濟南奧林匹克體育中心體育場     | |
| 54                          | 2017年9月9日               | 中国大陆                   | 台州                       | 台州市體育中心                 | |
| 55                          | 2017年9月16日              | 中国大陆                   | 蘇州                       | 蘇州體育中心體育場             | |
| 56                          | 2017年9月28日              | 臺灣                       | 台北                       | 臺北小巨蛋                     | 嘉賓：蕭敬騰 |
| 57                          | 2017年9月29日              | 臺灣                       | 台北                       | 臺北小巨蛋                     | 嘉賓：安心亞、蕭煌奇、董姿彦、林俊傑                                                                               |
| 58                          | 2017年9月30日              | 臺灣                       | 台北                       | 臺北小巨蛋                     | 嘉賓：陳冠霖、范曉萱、柯有倫、劉峻緯、陳大天、庾澄慶、李聖傑                                                       |
| 59                          | 2017年10月1日              | 臺灣                       | 台北                       | 臺北小巨蛋                     | 嘉賓：盧廣仲、畢書盡、張惠妹、伍思凱、方志友、陳皓宇 (玖壹壹)、方文山、王偉忠                                      |
| 60                          | 2017年10月14日             | 中国大陆                   | 南昌                       | 江西省奧體中心體育場           | |
| 61                          | 2017年10月21日             | 中国大陆                   | 廈門                       | 廈門市體育中心                 | |
| 62                          | 2017年10月22日             | 中国大陆                   | 廈門                       | 廈門市體育中心                 | |
| 63                          | 2017年10月28日             | 中国大陆                   | 杭州                       | 黃龍體育中心體育場             | 29嘉賓：孫楊 |
| 64                          | 2017年10月29日             | 中国大陆                   | 杭州                       | 黃龍體育中心體育場             | 29嘉賓：孫楊 |
| 65                          | 2017年12月2日              | 中国大陆                   | 佛山                       | 佛山世紀蓮體育中心             | |
| 66                          | 2017年12月3日              | 中国大陆                   | 佛山                       | 佛山世紀蓮體育中心             | |
| 第二階段：地表最強2（54場） |                            |                            |                            |                                | |
| 67                          | 2018年1月6日               | 新加坡                     | 新加坡                     | 新加坡國家體育場               | 嘉賓：董姿彦、卓猷燕                                                                                               |
| 68                          | 2018年1月27日              | 马来西亚                   | 吉隆坡                     | 默迪卡体育场                   | 嘉賓：陳穎恩 |
| 69                          | 2018年3月15日              | 香港                       | 香港                       | 紅磡體育館                     | 刷新台灣歌手在該場地單一巡迴開唱場次最多 共19場 19日嘉賓：吳千語、鍾麗緹、張倫碩 23日嘉賓：任達華 25日嘉賓：劉德華 |
| 70                          | 2018年3月16日              | 香港                       | 香港                       | 紅磡體育館                     | 刷新台灣歌手在該場地單一巡迴開唱場次最多 共19場 19日嘉賓：吳千語、鍾麗緹、張倫碩 23日嘉賓：任達華 25日嘉賓：劉德華 |
| 71                          | 2018年3月17日              | 香港                       | 香港                       | 紅磡體育館                     | 刷新台灣歌手在該場地單一巡迴開唱場次最多 共19場 19日嘉賓：吳千語、鍾麗緹、張倫碩 23日嘉賓：任達華 25日嘉賓：劉德華 |
| 72                          | 2018年3月18日              | 香港                       | 香港                       | 紅磡體育館                     | 刷新台灣歌手在該場地單一巡迴開唱場次最多 共19場 19日嘉賓：吳千語、鍾麗緹、張倫碩 23日嘉賓：任達華 25日嘉賓：劉德華 |
| 73                          | 2018年3月19日              | 香港                       | 香港                       | 紅磡體育館                     | 刷新台灣歌手在該場地單一巡迴開唱場次最多 共19場 19日嘉賓：吳千語、鍾麗緹、張倫碩 23日嘉賓：任達華 25日嘉賓：劉德華 |
| 74                          | 2018年3月21日              | 香港                       | 香港                       | 紅磡體育館                     | 刷新台灣歌手在該場地單一巡迴開唱場次最多 共19場 19日嘉賓：吳千語、鍾麗緹、張倫碩 23日嘉賓：任達華 25日嘉賓：劉德華 |
| 75                          | 2018年3月22日              | 香港                       | 香港                       | 紅磡體育館                     | 刷新台灣歌手在該場地單一巡迴開唱場次最多 共19場 19日嘉賓：吳千語、鍾麗緹、張倫碩 23日嘉賓：任達華 25日嘉賓：劉德華 |
| 76                          | 2018年3月23日              | 香港                       | 香港                       | 紅磡體育館                     | 刷新台灣歌手在該場地單一巡迴開唱場次最多 共19場 19日嘉賓：吳千語、鍾麗緹、張倫碩 23日嘉賓：任達華 25日嘉賓：劉德華 |
| 77                          | 2018年3月24日              | 香港                       | 香港                       | 紅磡體育館                     | 刷新台灣歌手在該場地單一巡迴開唱場次最多 共19場 19日嘉賓：吳千語、鍾麗緹、張倫碩 23日嘉賓：任達華 25日嘉賓：劉德華 |
| 78                          | 2018年3月25日              | 香港                       | 香港                       | 紅磡體育館                     | 刷新台灣歌手在該場地單一巡迴開唱場次最多 共19場 19日嘉賓：吳千語、鍾麗緹、張倫碩 23日嘉賓：任達華 25日嘉賓：劉德華 |
| 79                          | 2018年4月7日               |                            | 悉尼                       | 庫多斯銀行體育館               | |
| 80                          | 2018年4月21日              | 中国大陆                   | 珠海                       | 珠海市體育中心體育場           | |
| 81                          | 2018年4月22日              | 中国大陆                   | 珠海                       | 珠海市體育中心體育場           | |
| 82                          | 2018年5月1日               | 中国大陆                   | 成都                       | 中国现代五项赛事中心           | |
| 83                          | 2018年5月2日               | 中国大陆                   | 成都                       | 中国现代五项赛事中心           | |
| 84                          | 2018年5月11日              | 中国大陆                   | 長沙                       | 賀龍體育文化中心體育場         | |
| 85                          | 2018年5月12日              | 中国大陆                   | 長沙                       | 賀龍體育文化中心體育場         | |
| 86                          | 2018年5月19日              | 中国大陆                   | 金华                       | 金华市体育中心体育场           | |
| 87                          | 2018年5月26日              | 中国大陆                   | 常州                       | 常州奧林匹克體育中心           | |
| 88                          | 2018年5月27日              | 中国大陆                   | 常州                       | 常州奧林匹克體育中心           | |
| 89                          | 2018年6月15日              | 中国大陆                   | 上海                       | 梅賽德斯-奔馳文化中心          | |
| 90                          | 2018年6月16日              | 中国大陆                   | 上海                       | 梅賽德斯-奔馳文化中心          | |
| 91                          | 2018年6月17日              | 中国大陆                   | 上海                       | 梅賽德斯-奔馳文化中心          | 第300場個人演唱會                                                                                                  |
| 92                          | 2018年6月18日              | 中国大陆                   | 上海                       | 梅賽德斯-奔馳文化中心          | |
| 93                          | 2018年6月23日              | 中国大陆                   | 福州                       | 福州海峡奥林匹克体育中心體育場 | |
| 94                          | 2018年6月24日              | 中国大陆                   | 福州                       | 福州海峡奥林匹克体育中心體育場 | |
| 95                          | 2018年7月7日               | 中国大陆                   | 鄭州                       | 河南省體育中心體育場           | |
| 96                          | 2018年7月8日               | 中国大陆                   | 鄭州                       | 河南省體育中心體育場           | |
| 97                          | 2018年7月14日              | 中国大陆                   | 大連                       | 大連體育中心體育場             | |
| 98                          | 2018年7月15日              | 中国大陆                   | 大連                       | 大連體育中心體育場             | |
| 99                          | 2018年7月28日              | 中国大陆                   | 徐州                       | 徐州奧林匹克體育中心體育場     | |
| 100                         | 2018年8月23日              | 中国大陆                   | 青島                       | 青島國信體育中心體育場         | 《地表最強》第100場世界巡迴演唱會                                                                                  |
| 101                         | 2018年8月24日              | 中国大陆                   | 青島                       | 青島國信體育中心體育場         | |
| 102                         | 2018年9月1日               | 中国大陆                   | 太原                       | 山西體育中心紅燈籠體育場       | |
| 103                         | 2018年9月2日               | 中国大陆                   | 太原                       | 山西體育中心紅燈籠體育場       | |
| 104                         | 2018年9月29日              | 中国大陆                   | 洛陽                       | 洛陽新區體育場                 | |
| 105                         | 2018年9月30日              | 中国大陆                   | 洛陽                       | 洛陽新區體育場                 | |
| 106                         | 2018年10月20日             | 中国大陆                   | 紹興                       | 柯橋中國輕紡城體育中心體育場   | 21嘉賓：郎朗 |
| 107                         | 2018年10月21日             | 中国大陆                   | 紹興                       | 柯橋中國輕紡城體育中心體育場   | 21嘉賓：郎朗 |
| 108                         | 2018年10月27日             | 中国大陆                   | 泉州                       | 泉州海峽體育中心體育場         | |
| 109                         | 2018年10月28日             | 中国大陆                   | 泉州                       | 泉州海峽體育中心體育場         | |
| 110                         | 2018年11月17日             | 中国大陆                   | 貴陽                       | 貴陽市奧林匹克體育中心         | |
| 111                         | 2018年11月18日             | 中国大陆                   | 貴陽                       | 貴陽市奧林匹克體育中心         | |
| 112                         | 2018年12月14日             | 澳門                       | 澳門                       | 金光綜藝-威尼斯人綜合館        | 17日嘉賓：宿涵 |
| 113                         | 2018年12月15日             | 澳門                       | 澳門                       | 金光綜藝-威尼斯人綜合館        | 17日嘉賓：宿涵 |
| 114                         | 2018年12月16日             | 澳門                       | 澳門                       | 金光綜藝-威尼斯人綜合館        | 17日嘉賓：宿涵 |
| 115                         | 2018年12月17日             | 澳門                       | 澳門                       | 金光綜藝-威尼斯人綜合館        | 17日嘉賓：宿涵 |
| 116                         | 2019年2月9日               | 美国                       | 拉斯維加斯                 | MGM Grand Garden Arena         | 時隔17年，再度於拉斯維加斯開唱 9日嘉賓：李玖哲、黃立成 10日嘉賓：章子怡、吳建豪、昆凌、Rawson Marshall Thurber     |
| 117                         | 2019年2月10日              | 美国                       | 拉斯維加斯                 | MGM Grand Garden Arena         | 時隔17年，再度於拉斯維加斯開唱 9日嘉賓：李玖哲、黃立成 10日嘉賓：章子怡、吳建豪、昆凌、Rawson Marshall Thurber     |
| 118                         | 2019年4月26日              | 英国                       | 倫敦                       | O2體育館                       | |
| 119                         | 2019年4月27日              | 英国                       | 倫敦                       | O2體育館                       | |
| 120                         | 2019年5月2日               | 法國                       | 巴黎                       | 雅高體育館                     | 首唱法國 |

### 2019-2025 嘉年華 世界巡迴演唱會（110場）
| 場次                          | 日期                     | 國家／地區               | 城市                     | 場館                            | 備註 |
| 第一階段：嘉年華（54場）      | 第一階段：嘉年華（54場） | 第一階段：嘉年華（54場） | 第一階段：嘉年華（54場） | 第一階段：嘉年華（54場）        | 第一階段：嘉年華（54場） |
| ----------------------------- | ------------------------ | ------------------------ | ------------------------ | ------------------------------- | --- |
| 1                             | 2019年10月17日           | 中国大陆                 | 上海                     | 梅賽德斯-奔馳文化中心           | 17日嘉賓：紀凌塵 18日嘉賓：陶喆 20日嘉賓：林更新 |
| 2                             | 2019年10月18日           | 中国大陆                 | 上海                     | 梅賽德斯-奔馳文化中心           | 17日嘉賓：紀凌塵 18日嘉賓：陶喆 20日嘉賓：林更新 |
| 3                             | 2019年10月19日           | 中国大陆                 | 上海                     | 梅賽德斯-奔馳文化中心           | 17日嘉賓：紀凌塵 18日嘉賓：陶喆 20日嘉賓：林更新 |
| 4                             | 2019年10月20日           | 中国大陆                 | 上海                     | 梅賽德斯-奔馳文化中心           | 17日嘉賓：紀凌塵 18日嘉賓：陶喆 20日嘉賓：林更新 |
| 5                             | 2019年10月26日           | 中国大陆                 | 濟南                     | 濟南奧林匹克體育中心體育場      | |
| 6                             | 2019年10月27日           | 中国大陆                 | 濟南                     | 濟南奧林匹克體育中心體育場      | |
| 7                             | 2019年11月2日            | 中国大陆                 | 南京                     | 南京奧林匹克體育中心體育場      | |
| 8                             | 2019年11月3日            | 中国大陆                 | 南京                     | 南京奧林匹克體育中心體育場      | |
| 9                             | 2019年11月9日            | 中国大陆                 | 長沙                     | 賀龍體育場                      | |
| 10                            | 2019年11月10日           | 中国大陆                 | 長沙                     | 賀龍體育場                      | |
| 11                            | 2019年11月16日           | 中国大陆                 | 杭州                     | 黃龍體育中心體育場              | 17日嘉賓：林更新 |
| 12                            | 2019年11月17日           | 中国大陆                 | 杭州                     | 黃龍體育中心體育場              | 17日嘉賓：林更新 |
| 13                            | 2019年11月23日           | 中国大陆                 | 廈門                     | 廈門市體育中心                  | |
| 14                            | 2019年11月24日           | 中国大陆                 | 廈門                     | 廈門市體育中心                  | |
| 15                            | 2019年12月29日           | 中国大陆                 | 深圳                     | 深圳大運中心體育場              | |
| 16                            | 2019年12月30日           | 中国大陆                 | 深圳                     | 深圳大運中心體育場              | |
| 17                            | 2020年1月10日            | 新加坡                   | 新加坡                   | 新加坡国家体育场                | |
| 18                            | 2020年1月11日            | 新加坡                   | 新加坡                   | 新加坡国家体育场                | |
| 19                            | 2022年12月17日           | 新加坡                   | 新加坡                   | 新加坡国家体育场                | COVID-19疫情暂停后首场演唱会為回應粉絲要求的緣故決定加開兩場 |
| 20                            | 2022年12月18日           | 新加坡                   | 新加坡                   | 新加坡国家体育场                | COVID-19疫情暂停后首场演唱会為回應粉絲要求的緣故決定加開兩場 |
| 21                            | 2023年1月15日            | 马来西亚                 | 吉隆坡                   | 武吉加里爾國家體育場            | 原日期2020年2月29日，因COVID-19疫情延期至8月22日 因疫情尚未趨緩故再次延期至2021年1月16日 因疫情尚未趨緩故三度延期至2022年2月19日 因疫情尚未趨緩故四度延期至2023年1月7日 其後因与东南亚足球赛撞期原因五度延期至2023年1月15日 |
| 22                            | 2023年3月4日             |                          | 悉尼                     | GIANTS Stadium                  | 原日期2020年3月14日因COVID-19疫情延期至10月24日 因疫情尚未趨緩故再次延期至2021年10月30日 因疫情尚未趨緩故三度延期至2023年3月4日 |
| 23                            | 2023年5月5日             | 香港                     | 香港                     | 中環海濱活動空間                | 原定2019年12月6-8、13-15日於香港迪士尼樂園幻想道露天場地開唱 因社會環境和COVID-19疫情延期至2021年4月2-4、9-11日 因疫情尚未趨緩故再次延期至2021年8月20-22、27-29日 因疫情尚未趨緩故三度延期至2022年3月11-13、18-20日 因疫情尚未趨緩故四度延期至2023年8月25-27日、9月1-3日 最終提早到2023年5月5-7、11、13-14日，並加開5月10日一場 10日嘉賓：容祖兒、蔡卓妍 11日嘉賓：鄧紫棋 13日嘉賓：王俊凱 14日嘉賓：甄子丹、胡楓 13-14日特別嘉賓：陳銳 |
| 24                            | 2023年5月6日             | 香港                     | 香港                     | 中環海濱活動空間                | 原定2019年12月6-8、13-15日於香港迪士尼樂園幻想道露天場地開唱 因社會環境和COVID-19疫情延期至2021年4月2-4、9-11日 因疫情尚未趨緩故再次延期至2021年8月20-22、27-29日 因疫情尚未趨緩故三度延期至2022年3月11-13、18-20日 因疫情尚未趨緩故四度延期至2023年8月25-27日、9月1-3日 最終提早到2023年5月5-7、11、13-14日，並加開5月10日一場 10日嘉賓：容祖兒、蔡卓妍 11日嘉賓：鄧紫棋 13日嘉賓：王俊凱 14日嘉賓：甄子丹、胡楓 13-14日特別嘉賓：陳銳 |
| 25                            | 2023年5月7日             | 香港                     | 香港                     | 中環海濱活動空間                | 原定2019年12月6-8、13-15日於香港迪士尼樂園幻想道露天場地開唱 因社會環境和COVID-19疫情延期至2021年4月2-4、9-11日 因疫情尚未趨緩故再次延期至2021年8月20-22、27-29日 因疫情尚未趨緩故三度延期至2022年3月11-13、18-20日 因疫情尚未趨緩故四度延期至2023年8月25-27日、9月1-3日 最終提早到2023年5月5-7、11、13-14日，並加開5月10日一場 10日嘉賓：容祖兒、蔡卓妍 11日嘉賓：鄧紫棋 13日嘉賓：王俊凱 14日嘉賓：甄子丹、胡楓 13-14日特別嘉賓：陳銳 |
| 26                            | 2023年5月10日            | 香港                     | 香港                     | 中環海濱活動空間                | 原定2019年12月6-8、13-15日於香港迪士尼樂園幻想道露天場地開唱 因社會環境和COVID-19疫情延期至2021年4月2-4、9-11日 因疫情尚未趨緩故再次延期至2021年8月20-22、27-29日 因疫情尚未趨緩故三度延期至2022年3月11-13、18-20日 因疫情尚未趨緩故四度延期至2023年8月25-27日、9月1-3日 最終提早到2023年5月5-7、11、13-14日，並加開5月10日一場 10日嘉賓：容祖兒、蔡卓妍 11日嘉賓：鄧紫棋 13日嘉賓：王俊凱 14日嘉賓：甄子丹、胡楓 13-14日特別嘉賓：陳銳 |
| 27                            | 2023年5月11日            | 香港                     | 香港                     | 中環海濱活動空間                | 原定2019年12月6-8、13-15日於香港迪士尼樂園幻想道露天場地開唱 因社會環境和COVID-19疫情延期至2021年4月2-4、9-11日 因疫情尚未趨緩故再次延期至2021年8月20-22、27-29日 因疫情尚未趨緩故三度延期至2022年3月11-13、18-20日 因疫情尚未趨緩故四度延期至2023年8月25-27日、9月1-3日 最終提早到2023年5月5-7、11、13-14日，並加開5月10日一場 10日嘉賓：容祖兒、蔡卓妍 11日嘉賓：鄧紫棋 13日嘉賓：王俊凱 14日嘉賓：甄子丹、胡楓 13-14日特別嘉賓：陳銳 |
| 28                            | 2023年5月13日            | 香港                     | 香港                     | 中環海濱活動空間                | 原定2019年12月6-8、13-15日於香港迪士尼樂園幻想道露天場地開唱 因社會環境和COVID-19疫情延期至2021年4月2-4、9-11日 因疫情尚未趨緩故再次延期至2021年8月20-22、27-29日 因疫情尚未趨緩故三度延期至2022年3月11-13、18-20日 因疫情尚未趨緩故四度延期至2023年8月25-27日、9月1-3日 最終提早到2023年5月5-7、11、13-14日，並加開5月10日一場 10日嘉賓：容祖兒、蔡卓妍 11日嘉賓：鄧紫棋 13日嘉賓：王俊凱 14日嘉賓：甄子丹、胡楓 13-14日特別嘉賓：陳銳 |
| 29                            | 2023年5月14日            | 香港                     | 香港                     | 中環海濱活動空間                | 原定2019年12月6-8、13-15日於香港迪士尼樂園幻想道露天場地開唱 因社會環境和COVID-19疫情延期至2021年4月2-4、9-11日 因疫情尚未趨緩故再次延期至2021年8月20-22、27-29日 因疫情尚未趨緩故三度延期至2022年3月11-13、18-20日 因疫情尚未趨緩故四度延期至2023年8月25-27日、9月1-3日 最終提早到2023年5月5-7、11、13-14日，並加開5月10日一場 10日嘉賓：容祖兒、蔡卓妍 11日嘉賓：鄧紫棋 13日嘉賓：王俊凱 14日嘉賓：甄子丹、胡楓 13-14日特別嘉賓：陳銳 |
| 30                            | 2023年6月29日            | 中国大陆                 | 海口                     | 五源河体育场                    | 原日期2020年3月28-29日 因COVID-19疫情延期至2023年6月29日-7月2日 6月29日嘉賓：郭艾倫 6月30日嘉賓：林書豪、李現 7月2日嘉賓：龔俊 |
| 31                            | 2023年6月30日            | 中国大陆                 | 海口                     | 五源河体育场                    | 原日期2020年3月28-29日 因COVID-19疫情延期至2023年6月29日-7月2日 6月29日嘉賓：郭艾倫 6月30日嘉賓：林書豪、李現 7月2日嘉賓：龔俊 |
| 32                            | 2023年7月1日             | 中国大陆                 | 海口                     | 五源河体育场                    | 原日期2020年3月28-29日 因COVID-19疫情延期至2023年6月29日-7月2日 6月29日嘉賓：郭艾倫 6月30日嘉賓：林書豪、李現 7月2日嘉賓：龔俊 |
| 33                            | 2023年7月2日             | 中国大陆                 | 海口                     | 五源河体育场                    | 原日期2020年3月28-29日 因COVID-19疫情延期至2023年6月29日-7月2日 6月29日嘉賓：郭艾倫 6月30日嘉賓：林書豪、李現 7月2日嘉賓：龔俊 |
| 34                            | 2023年8月17日            | 中国大陆                 | 呼和浩特                 | 呼和浩特體育場                  | 原日期2020年7月18-19日 因COVID-19疫情延期至2023年8月17-20日 17日嘉賓：方文山 18日嘉賓：張新成 19日嘉賓：文文 |
| 35                            | 2023年8月18日            | 中国大陆                 | 呼和浩特                 | 呼和浩特體育場                  | 原日期2020年7月18-19日 因COVID-19疫情延期至2023年8月17-20日 17日嘉賓：方文山 18日嘉賓：張新成 19日嘉賓：文文 |
| 36                            | 2023年8月19日            | 中国大陆                 | 呼和浩特                 | 呼和浩特體育場                  | 原日期2020年7月18-19日 因COVID-19疫情延期至2023年8月17-20日 17日嘉賓：方文山 18日嘉賓：張新成 19日嘉賓：文文 |
| 37                            | 2023年8月20日            | 中国大陆                 | 呼和浩特                 | 呼和浩特體育場                  | 原日期2020年7月18-19日 因COVID-19疫情延期至2023年8月17-20日 17日嘉賓：方文山 18日嘉賓：張新成 19日嘉賓：文文 |
| 38                            | 2023年9月7日             | 中国大陆                 | 天津                     | 天津奧林匹克體育中心體育場      | 原日期2020年4月25-26日 因COVID-19疫情延期至2023年9月7-10日 8日，9日开场曲变为說好不哭/断了的弦 8日嘉賓：蘇有朋 9日嘉賓：成龍 |
| 39                            | 2023年9月8日             | 中国大陆                 | 天津                     | 天津奧林匹克體育中心體育場      | 原日期2020年4月25-26日 因COVID-19疫情延期至2023年9月7-10日 8日，9日开场曲变为說好不哭/断了的弦 8日嘉賓：蘇有朋 9日嘉賓：成龍 |
| 40                            | 2023年9月9日             | 中国大陆                 | 天津                     | 天津奧林匹克體育中心體育場      | 原日期2020年4月25-26日 因COVID-19疫情延期至2023年9月7-10日 8日，9日开场曲变为說好不哭/断了的弦 8日嘉賓：蘇有朋 9日嘉賓：成龍 |
| 41                            | 2023年9月10日            | 中国大陆                 | 天津                     | 天津奧林匹克體育中心體育場      | 原日期2020年4月25-26日 因COVID-19疫情延期至2023年9月7-10日 8日，9日开场曲变为說好不哭/断了的弦 8日嘉賓：蘇有朋 9日嘉賓：成龍 |
| 42                            | 2023年9月21日            | 中国大陆                 | 太原                     | 山西體育中心紅燈籠體育場        | 原日期2020年5月9-10日 因COVID-19疫情延期至2023年9月21-24日 21日嘉賓：郎朗 |
| 43                            | 2023年9月22日            | 中国大陆                 | 太原                     | 山西體育中心紅燈籠體育場        | 原日期2020年5月9-10日 因COVID-19疫情延期至2023年9月21-24日 21日嘉賓：郎朗 |
| 44                            | 2023年9月23日            | 中国大陆                 | 太原                     | 山西體育中心紅燈籠體育場        | 原日期2020年5月9-10日 因COVID-19疫情延期至2023年9月21-24日 21日嘉賓：郎朗 |
| 45                            | 2023年9月24日            | 中国大陆                 | 太原                     | 山西體育中心紅燈籠體育場        | 原日期2020年5月9-10日 因COVID-19疫情延期至2023年9月21-24日 21日嘉賓：郎朗 |
| 46                            | 2023年10月12日           | 中国大陆                 | 上海                     | 上海體育場                      | 14日嘉賓：吳尊 15日嘉賓：黃曉明 |
| 47                            | 2023年10月13日           | 中国大陆                 | 上海                     | 上海體育場                      | 14日嘉賓：吳尊 15日嘉賓：黃曉明 |
| 48                            | 2023年10月14日           | 中国大陆                 | 上海                     | 上海體育場                      | 14日嘉賓：吳尊 15日嘉賓：黃曉明 |
| 49                            | 2023年10月15日           | 中国大陆                 | 上海                     | 上海體育場                      | 14日嘉賓：吳尊 15日嘉賓：黃曉明 |
| 50                            | 2023年12月8日            | 泰國                     | 曼谷                     | 拉加曼加拉國家體育場            | 時隔20年，再度於泰國開唱 9日嘉賓：徐志賢 |
| 51                            | 2023年12月9日            | 泰國                     | 曼谷                     | 拉加曼加拉國家體育場            | 時隔20年，再度於泰國開唱 9日嘉賓：徐志賢 |
| 52                            | 2024年1月9日             | 英国                     | 倫敦                     | O2體育館                        | |
| 53                            | 2024年1月10日            | 英国                     | 倫敦                     | O2體育館                        | |
| 54                            | 2024年1月13日            | 法國                     | 巴黎                     | 巴黎拉德芳斯體育館              | 开场曲变为本草纲目，取消半兽人。 |
| 第二階段：嘉年華Part2（56場） |                          |                          |                          |                                 | |
| 55                            | 2024年3月2日             |                          | 悉尼                     | GIANTS Stadium                  | 开场曲变为黄金甲 |
| 56                            | 2024年3月16日            | 墨爾本                   | 羅德·拉沃競技場          | 特別嘉賓：Mark Balas            | |
| 57                            | 2024年3月17日            | 墨爾本                   | 羅德·拉沃競技場          | 特別嘉賓：Mark Balas            | |
| 58                            | 2024年4月6日             | 日本                     | 橫濱                     | K Arena橫濱                     | 時隔16年，再度於日本開唱 第一位在此場地開唱的華人歌手 6日嘉賓：張震 |
| 59                            | 2024年4月7日             | 日本                     | 橫濱                     | K Arena橫濱                     | 時隔16年，再度於日本開唱 第一位在此場地開唱的華人歌手 6日嘉賓：張震 |
| 60                            | 2024年4月18日            | 中国大陆                 | 杭州                     | 杭州奧林匹克體育中心體育場      | 21日嘉宾：方文山、两位西湖大爷 |
| 61                            | 2024年4月19日            | 中国大陆                 | 杭州                     | 杭州奧林匹克體育中心體育場      | 21日嘉宾：方文山、两位西湖大爷 |
| 62                            | 2024年4月20日            | 中国大陆                 | 杭州                     | 杭州奧林匹克體育中心體育場      | 21日嘉宾：方文山、两位西湖大爷 |
| 63                            | 2024年4月21日            | 中国大陆                 | 杭州                     | 杭州奧林匹克體育中心體育場      | 21日嘉宾：方文山、两位西湖大爷 |
| 64                            | 2024年5月16日            | 中国大陆                 | 福州                     | 福州海峽奧林匹克體育中心體育場  | 原日期2020年5月23-24日 因COVID-19疫情延期至2024年5月16-19日 |
| 65                            | 2024年5月17日            | 中国大陆                 | 福州                     | 福州海峽奧林匹克體育中心體育場  | 原日期2020年5月23-24日 因COVID-19疫情延期至2024年5月16-19日 |
| 66                            | 2024年5月18日            | 中国大陆                 | 福州                     | 福州海峽奧林匹克體育中心體育場  | 原日期2020年5月23-24日 因COVID-19疫情延期至2024年5月16-19日 |
| 67                            | 2024年5月19日            | 中国大陆                 | 福州                     | 福州海峽奧林匹克體育中心體育場  | 原日期2020年5月23-24日 因COVID-19疫情延期至2024年5月16-19日 |
| 68                            | 2024年5月30日            | 中国大陆                 | 長沙                     | 長沙賀龍體育中心體育場          | 1日嘉賓：王俊凱 |
| 69                            | 2024年5月31日            | 中国大陆                 | 長沙                     | 長沙賀龍體育中心體育場          | 1日嘉賓：王俊凱 |
| 70                            | 2024年6月1日             | 中国大陆                 | 長沙                     | 長沙賀龍體育中心體育場          | 1日嘉賓：王俊凱 |
| 71                            | 2024年6月2日             | 中国大陆                 | 長沙                     | 長沙賀龍體育中心體育場          | 第400場個人演唱會 |
| 72                            | 2024年9月12日            | 中国大陆                 | 深圳                     | 深圳大運中心體育場              | 12-13日开场曲由黄金甲变更为阳光宅男 15日嘉賓：葉惠美、昆凌 |
| 73                            | 2024年9月13日            | 中国大陆                 | 深圳                     | 深圳大運中心體育場              | 12-13日开场曲由黄金甲变更为阳光宅男 15日嘉賓：葉惠美、昆凌 |
| 74                            | 2024年9月14日            | 中国大陆                 | 深圳                     | 深圳大運中心體育場              | 12-13日开场曲由黄金甲变更为阳光宅男 15日嘉賓：葉惠美、昆凌 |
| 75                            | 2024年9月15日            | 中国大陆                 | 深圳                     | 深圳大運中心體育場              | 12-13日开场曲由黄金甲变更为阳光宅男 15日嘉賓：葉惠美、昆凌 |
| 76                            | 2024年9月26日            | 中国大陆                 | 南京                     | 南京奧林匹克體育中心體育場      | 26-27日嘉賓：女子玖玄樂團 |
| 77                            | 2024年9月27日            | 中国大陆                 | 南京                     | 南京奧林匹克體育中心體育場      | 26-27日嘉賓：女子玖玄樂團 |
| 78                            | 2024年9月28日            | 中国大陆                 | 南京                     | 南京奧林匹克體育中心體育場      | 26-27日嘉賓：女子玖玄樂團 |
| 79                            | 2024年9月29日            | 中国大陆                 | 南京                     | 南京奧林匹克體育中心體育場      | 26-27日嘉賓：女子玖玄樂團 |
| 80                            | 2024年10月11日           | 新加坡                   | 新加坡                   | 新加坡国家体育场                | 此次巡迴第三次在新加坡開唱 首位在此開三場個唱的歌手 |
| 81                            | 2024年10月12日           | 新加坡                   | 新加坡                   | 新加坡国家体育场                | 此次巡迴第三次在新加坡開唱 首位在此開三場個唱的歌手 |
| 82                            | 2024年10月13日           | 新加坡                   | 新加坡                   | 新加坡国家体育场                | 此次巡迴第三次在新加坡開唱 首位在此開三場個唱的歌手 |
| 83                            | 2024年10月26日           | 马来西亚                 | 吉隆坡                   | 武吉加里爾國家體育場            | 單一場次最多歌迷，超過6萬人 |
| 84                            | 2024年12月5日            | 臺灣                     | 臺北                     | 臺北大巨蛋                      | 首位在臺北大巨蛋開個人演唱會的歌手 串場主持人：林暐恆 5日特別嘉賓：昆凌、葉惠美、江蕙、庾澄慶、A-Lin、戴愛玲、余文樂、劉峻緯、林宥嘉、黃俊郎、唐從聖、楊千霈 6日特別嘉賓：瘦子E.SO、孫燕姿、林書豪、動力火車、J.Sheon 7日特別嘉賓：蕭萬長、許光漢、張清芳、林志穎、品冠、范曉萱、陳嘉樺、彭佳慧、黃立成、鐘昀呈+劉畊宏（咻比嘟嘩）、陳冠希、林愷倫、江蕙 8日特別嘉賓：林志玲、山下智久、玖壹壹、周興哲、吳尊、汪東城、邰智源、邱勝翔、邱宇辰、陳傑憲、彭康育、王仁甫（5566）、五月天、張惠妹 表演嘉宾：5日：江蕙（星晴、菊花台、烟花易冷），6日：动力火车（黑色幽默、忠孝东路走九遍、重伤的汗水）林书豪（晴天），7日：林志颖儿子（稻香） 范晓萱（黑色幽默） 钟昀呈+刘畊宏（世界末日）江蕙（菊花台，烟花易冷），8日：陈傑宪（回到过去） 五月天（你不是真正的快乐，我是如此相信） 张惠妹（如果你也听说，三天三夜，连名带姓） |
| 85                            | 2024年12月6日            | 臺灣                     | 臺北                     | 臺北大巨蛋                      | 首位在臺北大巨蛋開個人演唱會的歌手 串場主持人：林暐恆 5日特別嘉賓：昆凌、葉惠美、江蕙、庾澄慶、A-Lin、戴愛玲、余文樂、劉峻緯、林宥嘉、黃俊郎、唐從聖、楊千霈 6日特別嘉賓：瘦子E.SO、孫燕姿、林書豪、動力火車、J.Sheon 7日特別嘉賓：蕭萬長、許光漢、張清芳、林志穎、品冠、范曉萱、陳嘉樺、彭佳慧、黃立成、鐘昀呈+劉畊宏（咻比嘟嘩）、陳冠希、林愷倫、江蕙 8日特別嘉賓：林志玲、山下智久、玖壹壹、周興哲、吳尊、汪東城、邰智源、邱勝翔、邱宇辰、陳傑憲、彭康育、王仁甫（5566）、五月天、張惠妹 表演嘉宾：5日：江蕙（星晴、菊花台、烟花易冷），6日：动力火车（黑色幽默、忠孝东路走九遍、重伤的汗水）林书豪（晴天），7日：林志颖儿子（稻香） 范晓萱（黑色幽默） 钟昀呈+刘畊宏（世界末日）江蕙（菊花台，烟花易冷），8日：陈傑宪（回到过去） 五月天（你不是真正的快乐，我是如此相信） 张惠妹（如果你也听说，三天三夜，连名带姓） |
| 86                            | 2024年12月7日            | 臺灣                     | 臺北                     | 臺北大巨蛋                      | 首位在臺北大巨蛋開個人演唱會的歌手 串場主持人：林暐恆 5日特別嘉賓：昆凌、葉惠美、江蕙、庾澄慶、A-Lin、戴愛玲、余文樂、劉峻緯、林宥嘉、黃俊郎、唐從聖、楊千霈 6日特別嘉賓：瘦子E.SO、孫燕姿、林書豪、動力火車、J.Sheon 7日特別嘉賓：蕭萬長、許光漢、張清芳、林志穎、品冠、范曉萱、陳嘉樺、彭佳慧、黃立成、鐘昀呈+劉畊宏（咻比嘟嘩）、陳冠希、林愷倫、江蕙 8日特別嘉賓：林志玲、山下智久、玖壹壹、周興哲、吳尊、汪東城、邰智源、邱勝翔、邱宇辰、陳傑憲、彭康育、王仁甫（5566）、五月天、張惠妹 表演嘉宾：5日：江蕙（星晴、菊花台、烟花易冷），6日：动力火车（黑色幽默、忠孝东路走九遍、重伤的汗水）林书豪（晴天），7日：林志颖儿子（稻香） 范晓萱（黑色幽默） 钟昀呈+刘畊宏（世界末日）江蕙（菊花台，烟花易冷），8日：陈傑宪（回到过去） 五月天（你不是真正的快乐，我是如此相信） 张惠妹（如果你也听说，三天三夜，连名带姓） |
| 87                            | 2024年12月8日            | 臺灣                     | 臺北                     | 臺北大巨蛋                      | 首位在臺北大巨蛋開個人演唱會的歌手 串場主持人：林暐恆 5日特別嘉賓：昆凌、葉惠美、江蕙、庾澄慶、A-Lin、戴愛玲、余文樂、劉峻緯、林宥嘉、黃俊郎、唐從聖、楊千霈 6日特別嘉賓：瘦子E.SO、孫燕姿、林書豪、動力火車、J.Sheon 7日特別嘉賓：蕭萬長、許光漢、張清芳、林志穎、品冠、范曉萱、陳嘉樺、彭佳慧、黃立成、鐘昀呈+劉畊宏（咻比嘟嘩）、陳冠希、林愷倫、江蕙 8日特別嘉賓：林志玲、山下智久、玖壹壹、周興哲、吳尊、汪東城、邰智源、邱勝翔、邱宇辰、陳傑憲、彭康育、王仁甫（5566）、五月天、張惠妹 表演嘉宾：5日：江蕙（星晴、菊花台、烟花易冷），6日：动力火车（黑色幽默、忠孝东路走九遍、重伤的汗水）林书豪（晴天），7日：林志颖儿子（稻香） 范晓萱（黑色幽默） 钟昀呈+刘畊宏（世界末日）江蕙（菊花台，烟花易冷），8日：陈傑宪（回到过去） 五月天（你不是真正的快乐，我是如此相信） 张惠妹（如果你也听说，三天三夜，连名带姓） |
| 88                            | 2025年1月4日             | 阿联酋                   | 迪拜                     | 可口可樂體育館                  | 首唱阿聯酋 |
| 89                            | 2025年1月5日             | 阿联酋                   | 迪拜                     | 可口可樂體育館                  | 首唱阿聯酋 |
| 90                            | 2025年3月28日            | 中国大陆                 | 三亞                     | 三亞市體育中心主體育場          | 28日嘉宾：鄒市明 |
| 91                            | 2025年3月29日            | 中国大陆                 | 三亞                     | 三亞市體育中心主體育場          | 28日嘉宾：鄒市明 |
| 92                            | 2025年3月30日            | 中国大陆                 | 三亞                     | 三亞市體育中心主體育場          | 28日嘉宾：鄒市明 |
| 93                            | 2025年4月25日            | 中国大陆                 | 南寧                     | 廣西體育中心體育場              | 原日期2020年4月11-12日 因COVID-19疫情延期至2025年4月25-27日 |
| 94                            | 2025年4月26日            | 中国大陆                 | 南寧                     | 廣西體育中心體育場              | 原日期2020年4月11-12日 因COVID-19疫情延期至2025年4月25-27日 |
| 95                            | 2025年4月27日            | 中国大陆                 | 南寧                     | 廣西體育中心體育場              | 原日期2020年4月11-12日 因COVID-19疫情延期至2025年4月25-27日 |
| 96                            | 2025年6月27日            | 香港                     | 香港                     | 啟德體育園主場館                | 第二位在此場地開唱的台灣歌手 28日嘉賓：山下智久 29日嘉賓：郭富城 |
| 97                            | 2025年6月28日            | 香港                     | 香港                     | 啟德體育園主場館                | 第二位在此場地開唱的台灣歌手 28日嘉賓：山下智久 29日嘉賓：郭富城 |
| 98                            | 2025年6月29日            | 香港                     | 香港                     | 啟德體育園主場館                | 第二位在此場地開唱的台灣歌手 28日嘉賓：山下智久 29日嘉賓：郭富城 |
| 99                            | 2025年7月11日            | 中国大陆                 | 廈門                     | 廈門奧林匹克體育中心-白鷺體育場 | |
| 100                           | 2025年7月12日            | 中国大陆                 | 廈門                     | 廈門奧林匹克體育中心-白鷺體育場 | 《嘉年華》第100場世界巡迴演唱會 12日嘉賓：方文山 |
| 101                           | 2025年7月13日            | 中国大陆                 | 廈門                     | 廈門奧林匹克體育中心-白鷺體育場 | |
| 102                           | 2025年9月19日            | 中国大陆                 | 濟南                     | 濟南奧林匹克體育中心體育場      | |
| 103                           | 2025年9月20日            | 中国大陆                 | 濟南                     | 濟南奧林匹克體育中心體育場      | |
| 104                           | 2025年9月21日            | 中国大陆                 | 濟南                     | 濟南奧林匹克體育中心體育場      | |
| 105                           | 2025年9月26日            | 中国大陆                 | 武漢                     | 武漢體育中心主體育場            | |
| 106                           | 2025年9月27日            | 中国大陆                 | 武漢                     | 武漢體育中心主體育場            | |
| 107                           | 2025年9月28日            | 中国大陆                 | 武漢                     | 武漢體育中心主體育場            | |
| 108                           | 2025年10月9日            | 中国大陆                 | 上海                     | 上海體育場                      | 此次巡迴第三次在上海開唱 |
| 109                           | 2025年10月10日           | 中国大陆                 | 上海                     | 上海體育場                      | 此次巡迴第三次在上海開唱 |
| 110                           | 2025年10月11日           | 中国大陆                 | 上海                     | 上海體育場                      | 此次巡迴第三次在上海開唱 |

## 其他演唱會
| 日期                               | 國家／地區       | 城市             | 場館                       | 備註 |
| 两岸世纪风演唱会                   | 两岸世纪风演唱会 | 两岸世纪风演唱会 | 两岸世纪风演唱会           | 两岸世纪风演唱会 |
| ---------------------------------- | ---------------- | ---------------- | -------------------------- | --- |
| 2002年10月28日                     | 中国             | 蘇州             | 蘇州體育中心體育場         | 表演嘉賓之一，演出內容為《The One》 |
| V-Power演唱會                      |                  |                  |                            | |
| 2004年12月11日                     | 臺灣             | 台北             | 中山足球場                 | 表演嘉賓之一 |
| 「橙色風暴」2005動感地帶巨星演唱會 |                  |                  |                            | |
| 2005年10月16日                     | 中国             | 廈門             | 廈門體育中心體育場         | 表演嘉賓之一 |
| 「同一首歌」走進濟南演唱會         |                  |                  |                            | |
| 2005年10月30日                     | 中国             | 濟南             | 山東省體育中心體育場       | 表演嘉賓之一 |
| 2012新加坡F1演唱會                 |                  |                  |                            | |
| 2012年9月23日                      | 新加坡           | 新加坡           | 濱海灣市街賽道             | 演出內容為《超時代》 曲目 1. 驚嘆號 2. 跨時代 3. 愛在西元前 4. 說好的幸福呢 5. 迷魂曲 6. 超跑女神 7. 開不了口 8. 龍捲風 9. 青花瓷 10. 陽光宅男 11. 千里之外 12. 雙截棍 13. 霍元甲 |
| 蒲公英的夢想演唱會                 |                  |                  |                            | |
| 2013年12月14日                     | 中国             | 廣州             | 廣州體育館                 | 表演嘉賓之一 曲目（周杰倫部分） 1. 蒲公英的約定 2. 稻香 3. 青花瓷 4. 雙截棍 |
| 嘉興巨星現場演唱會                 |                  |                  |                            | |
| 2014年10月25日                     | 中国             | 嘉興             | 嘉興體育中心               | 表演嘉賓之一 曲目（周杰倫部分） 1. 驚嘆號 2. 跨時代 3. 稻香 4. 說好的幸福呢 5. 紅塵客棧 6. 雙截棍 |
| 江蘇衛視跨年演唱會                 |                  |                  |                            | |
| 2015年1月1日                       | 中国             | 南京             | 南京奧林匹克體育中心       | 表演嘉賓之一 曲目（周杰倫部分） 1. 雙截棍 2. 驚嘆號 3. 說好的幸福呢 4. 安靜 5. 手寫的從前 6. 青花瓷 7. 陽光宅男 8. 淘汰 （feat. 陳奕迅） 9. 簡單愛 （feat. 陳奕迅） |
| 太陽城集團10周年傳奇之夜群星演唱會 |                  |                  |                            | |
| 2017年2月22日                      | 澳門             | 澳門             | 新濠影滙綜藝館             | 表演嘉賓之一 曲目（周杰倫部分） 感冒 1. Now You See Me （feat. 麥烝瑋） 2. 告白氣球 （feat. 派偉俊） 3. 算什麼男人 （feat. 林俊傑） 4. 雙截棍 （feat. 麥烝瑋） |
| 天王天后绍兴演唱会                 |                  |                  |                            | |
| 2017年9月17日                      | 中国             | 绍兴             | 紹興市奧體中心體育館       | 表演嘉賓之一 曲目（周杰倫部分） 1. Now You See Me 2. 青花瓷 3. 告白氣球 4. 雙截棍 |
| 2018新加坡F1演唱會                 |                  |                  |                            | |
| 2018年9月14日                      | 新加坡           | 新加坡           | 濱海灣市街賽道             | 演出內容為《地表最強》 曲目 1. 雙截棍 2. 無雙 3. 一路向北 4. 稻香 5. 青花瓷 6. 水手怕水（和董姿彥合唱） 7. 聽見下雨的聲音（和董姿彥合唱） 8. Come Fly With Me（董姿彥獨唱） 9. 美人魚 10. 不愛我就拉倒 11. 愛的飛行日記（楊瑞代） 12. 楓+退後+擱淺（宋健彰） 13. 爸我回來了 14. 星晴+浪漫手機+回到過去 15. 土耳其冰淇淋 16. 爺爺泡的茶 17. 說走就走 18. 等你下課 19. 告白氣球 20. 陽光宅男 |
| 麥田音樂節2019                     |                  |                  |                            | |
| 2019年5月25日                      | 中国             | 北京             | 北京长阳音乐主题公园       | 26日表演嘉賓之一，部分演出內容為《地表最強》 曲目（周杰倫部分） 1. Now You See Me 2. 稻香 3. 青花瓷 4. 本草綱目 5. 告白氣球 6. 愛的飛行日記（楊瑞代） 7. 星晴+浪漫手機+回到過去 8. 陽光宅男 9. 等你下課 |
| 2019年5月26日                      | 中国             | 北京             | 北京长阳音乐主题公园       | 26日表演嘉賓之一，部分演出內容為《地表最強》 曲目（周杰倫部分） 1. Now You See Me 2. 稻香 3. 青花瓷 4. 本草綱目 5. 告白氣球 6. 愛的飛行日記（楊瑞代） 7. 星晴+浪漫手機+回到過去 8. 陽光宅男 9. 等你下課 |
| 慈溪杨梅节告白青春巨星演唱会       |                  |                  |                            | |
| 2019年6月16日                      | 中国             | 慈溪             | 慈溪市体育中心体育场       | 表演嘉賓之一 曲目（周杰倫部分） 1. 等你下課（feat. 楊瑞代） 2. 告白氣球 3. 青花瓷 4. 稻香 5. 說好的幸福呢 6. Now You See Me 7. 雙截棍 |
| 黃石超級巨星演唱会                 |                  |                  |                            | |
| 2019年7月28日                      | 中国             | 大冶             | 黄石奥体中心体育场         | 表演嘉賓之一 曲目（周杰倫部分） 1. Now You See Me 2. 青花瓷 3. 告白氣球 4. 雙截棍 |
| 南昌伶伦2020新年畅响巨星演唱会     |                  |                  |                            | |
| 2020年1月3日                       | 中国             | 南昌             | 南昌市禹港国际赛车体育公园 | 表演嘉賓之一 曲目（周杰倫部分） 1. Now You See Me 2. 說好不哭 3. 等你下課 4. 稻香 5. 告白氣球 6. 雙截棍 |
| 2020巨星行動超級夜演唱會           |                  |                  |                            | |
| 2020年1月4日                       | 中国             | 寧波             | 宁波奥体中心               | 表演嘉賓之一 曲目（周杰倫部分） 1. Now You See Me 2. 等你下課 3. 告白氣球 4. 雙截棍 |

## 擔任演唱會嘉賓
| 日期           | 國家／地區 | 城市   | 歌手     | 演唱會名稱                       | 備註 |
| -------------- | ---------- | ------ | -------- | -------------------------------- | ---- |
| 2004年11月20日 | 臺灣       | 台北   | 蔡依林   | J1世界巡迴演唱會                 |      |
| 2006年9月9日   | 臺灣       | 淡水   | 南拳媽媽 | 南拳媽媽淡水演唱會               |      |
| 2006年10月28日 | 中国大陆   | 南京   | 潘瑋柏   | 反轉地球世界巡迴演唱會           |      |
| 2006年7月8日   | 中国大陆   | 上海   | S.H.E    | 移動城堡世界巡迴演唱會           |      |
| 2006年7月13日  | 香港       | 香港   | S.H.E    | 移動城堡世界巡迴演唱會           |      |
| 2006年10月14日 | 中国大陆   | 瀋陽   | S.H.E    | 移動城堡世界巡迴演唱會           |      |
| 2006年10月21日 | 中国大陆   | 武漢   | S.H.E    | 移動城堡世界巡迴演唱會           |      |
| 2007年10月13日 | 中国大陆   | 長沙   | S.H.E    | 移動城堡世界巡迴演唱會           |      |
| 2008年4月22日  | 臺灣       | 台北   | 江蕙     | 《初登場》演唱會                 |      |
| 2011年5月21日  | 中国大陆   | 上海   | 蔡依林   | Myself世界巡迴演唱會             |      |
| 2011年5月28日  | 中国大陆   | 北京   | 蔡依林   | Myself世界巡迴演唱會             |      |
| 2012年4月7日   | 臺灣       | 台北   | 張惠妹   | Ameizing世界巡迴演唱會           |      |
| 2013年12月21日 | 臺灣       | 台北   | 陳奕迅   | EASON's LIFE世界巡迴演唱會       |      |
| 2015年8月1日   | 臺灣       | 台北   | 江蕙     | 《祝福》演唱會                   |      |
| 2018年1月7日   | 臺灣       | 桃園   | 五月天   | 人生無限公司巡迴演唱會           |      |
| 2019年10月25日 | 中国大陆   | 上海   | 五月天   | Just Rock It! 就是世界巡迴演唱會 |      |
| 2021年1月1日   | 臺灣       | 桃園   | 五月天   | 好好好想見到你                   |      |
| 2021年12月31日 | 不適用     | 不適用 | 五月天   | 五月天陪你跨年演唱會線上特別版   |      |
| 2022年12月4日  | 臺灣       | 桃園   | 林俊傑   | JJ20世界巡迴演唱會               |      |
| 2025年2月22日  |            | 悉尼   | 五月天   | 回到那一天巡迴演唱會             |      |